# Classe November
La classe November, nome in codice NATO della classe progetto 627 Kit, fu una classe di sottomarini nucleari costruiti dall'Unione Sovietica tra il 1957 e il 1963; sono stati i primi battelli con questo tipo di propulsione costruiti dai sovietici.
Costruiti in 14 esemplari ed entrati in servizio tra il 1958 ed il 1963, sono stati vittima di numerosi incidenti. Gli 11 battelli superstiti sono stati radiati tra il 1989 ed il 1992. Molti di questi sono ancora in attesa di demolizione.

## Sviluppo
Lo sviluppo del progetto 627 Kit iniziò il 25 novembre 1952, ad opera dell'SKB-143. La specifica iniziale prevedeva la realizzazione di un sottomarino in grado di effettuare un attacco atomico sulle città costiere americane. Tuttavia, in seguito ai successi della missilistica sovietica in questo periodo, si decise di riprogettare il 627 come sottomarino da attacco. La costruzione di questi battelli venne intrapresa a Severodvinsk, il cui cantiere navale Sevmash sarebbe diventato il principale centro di costruzione della flotta atomica subacquea sovietica. Il primo classe November, il K-3 Leninskij Komsomol, fu varato il 9 agosto 1957. Il reattore funzionò per la prima volta il 4 luglio 1958. A questo seguì un altro sottomarino identico al precedente, il K-14.

La terza unità della serie, il K-5, apparteneva al progetto 627A, che era sostanzialmente simile alla versione base, anche se aveva una più completa dotazione di combattimento (in particolare, imbarcavano i sistemi di combattimento dei sottomarini convenzionali classe Foxtrot). I successivi 10 battelli di questa classe appartenevano a questo tipo.

L'ultimo costruito, il K-27, apparteneva ad una versione decisamente migliorata, che da alcuni è stata considerata una sorta di November II.

## Tecnica ed armamento
Lo scafo di questi battelli era in acciaio, diviso in nove compartimenti. Da un punto di vista tecnico, le prime due versioni erano molto simili. Infatti, l'unica differenza era che i progetto 627A avevano la dotazione di combattimento dei classe Foxtrot, che era più completa. I dati tecnici in tabella si riferiscono alle prime due versioni.

La profondità operativa era compresa tra i 260 ed i 400 metri.

La propulsione era assicurata da due reattori VM-A da 70 MW, che erano in grado di spingere questo mezzo alla velocità di 30,5 nodi in immersione e di 15,2 in emersione. L'autonomia era di 60 giorni. Il sistema propulsivo comunque aveva dei problemi, visto che diverse unità di questa classe ebbero incidenti al reattore.

L'armamento comprendeva otto tubi lanciasiluri da 533 mm.

## Il servizio

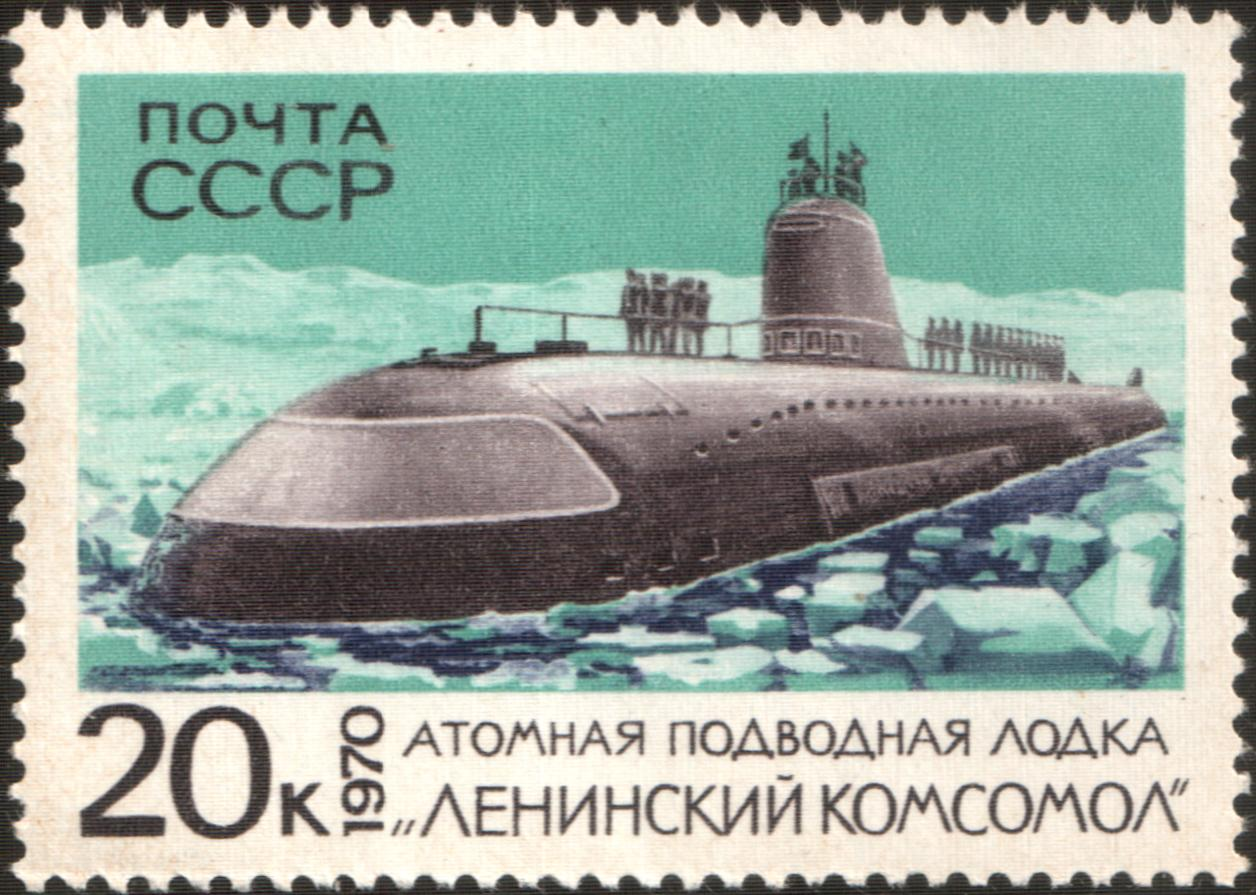
Francobollo sovietico dedicato al Leninskij Komsomol.

Il primo sottomarino atomico sovietico, il K-3 Leninskij Komsomol, fu varato il 9 agosto 1957. Il reattore funzionò per la prima volta il 4 luglio 1958, ed il 17 luglio 1962 raggiunse il Polo Nord.
La velocità di questi mezzi stupì la marina americana quando, nel 1968, un battello di questa classe riuscì a tenere il passo con i 31 nodi della task force comandata dalla portaerei Enterprise, e fu uno dei motivi che spinsero gli americani ad iniziare a lavorare alla classe Los Angeles. Gli americani non sapevano però che il divario tecnologico era stato colmato rinunciando a schermare le radiazioni provenienti dal reattore; l'assenza delle pesanti schermature fece però della classe November una vera e propria incubatrice di tumori per l'equipaggio costretto ad operarvi a bordo per lunghi mesi.
La radiazione di questi mezzi avvenne tra il 1988 ed il 1992. Molti November giacciono ancora oggi nei porti in attesa di demolizione.

## Progetto 645-ŽMT
Un classe November, il K-27, venne costruito come progetto 645 ŽMT. Si trattava di una variante sviluppata dall'SKB-143 per sperimentare il sistema propulsivo che si pensava di installare sugli Alfa. Infatti, il sistema di propulsione era costituito da due reattori a metallo liquido tipo VT-1, di potenza pari a quelli della versione standard (35.000 hp totali).
Le dimensioni risultarono leggermente superiori (109,9 metri di lunghezza e 8,3 di larghezza), così come il dislocamento (3.420 tonnellate in emersione). Le prestazioni generali erano le stesse.
Decisamente diversa risultò l'organizzazione interna dello scafo, che fu diviso in sette compartimenti (contro i nove precedenti).

Il K-27 entrò in servizio il 30 ottobre 1963. Durante le prove in mare, il 24 maggio 1968, il reattore ebbe un'improvvisa ed inspiegabile perdita di potenza. I fumi radioattivi fuoriuscirono da una fessura dal compartimento reattore, e le radiazioni provocarono la morte di nove membri dell'equipaggio. Il K-27 non tornò più in servizio e venne affondato nel 1981 vicino all'arcipelago di Novaya Zemla.

## Versioni successive
Oltre a quelle effettivamente realizzate, vennero elaborate tutta una serie di versioni ulteriori dei November, che rimasero però sulla carta.
- Progetto P627A: versione equipaggiata con missili da crociera antinave SS-N-2C.
- Progetto PT627A: versione con tubi lanciasiluri da 650 mm.
- Progetto 639: relativo ad un piccolo SSBN per il quale era previsto l'utilizzo dello scafo dei November.

## Esemplari costruiti
I battelli classe November costruiti furono 13, tutti presso il cantiere Sevmaš di Severodvinsk. Oggi sono stati tutti radiati.

### Progetto 627
- K-3 Leninskij Komsomol: entrato in servizio nella Flotta del Nord il 7 gennaio 1958, fu il primo sottomarino atomico costruito in Unione Sovietica. Nel giugno del 1962 ebbe un incidente al reattore. Il 17 luglio 1962 raggiunse il Polo Nord. L'8 settembre 1967 ebbe un principio di incendio a bordo mentre navigava sotto il ghiaccio artico. Radiato nel 1989, è stato trasformato in museo nel 2005.
- K-14: entrato in servizio nella Flotta del Pacifico nel 1959, è stato radiato. Demolito nel 2006.

### Progetto 627A
- K-5: entrato in servizio nel 1960 nella Flotta del Nord, è stato radiato.
- K-8: entrato in servizio nel 1960 nella Flotta del Nord, ebbe un incidente al reattore il 13 ottobre 1960. Affondò per incidente il 4 novembre 1970.
- K-115: entrato in servizio nella Flotta del Pacifico nel 1960, è stato radiato ed è in attesa di demolizione.
- K-21: entrato in servizio nel 1961 nella Flotta del Nord, è stato radiato. Attualmente in attesa di demolizione.
- K-11: entrato in servizio nel 1960 nella Flotta del Nord, il 12 febbraio 1965 ebbe un incidente al reattore. Oggi è stato radiato ed è in attesa di demolizione.
- K-181: entrato in servizio nel 1962 nella Flotta del Nord, è stato radiato. Demolito nel 1998.
- K-133: entrato in servizio nella Flotta del Pacifico nel 1962, è stato radiato entro il 1992. Demolito nel 1997.
- K-159: entrato in servizio nel 1963 nella Flotta del Nord, è affondato nel Mare di Barents il 30 agosto 2003 mentre veniva rimorchiato per essere demolito. L'incidente ha provocato nove morti.
- K-42 Rostovskij Komsomolec: entrato in servizio nella Flotta del Pacifico nel 1963, è stato posto in riserva nel 1990. Attualmente in attesa di demolizione.
- K-50: entrato in servizio nel 1963 nella Flotta del Nord, è stato rinominato K 60. Oggi risulta radiato ed in attesa di demolizione.
- K-52: entrato in servizio nel 1963 nella Flotta del Nord, è stato radiato. Demolito nel 1997.
- K-27: entrato in servizio nel 1963 nella Flotta del Nord, venne costruito come progetto 645-ŽMT. In seguito ad un incidente al reattore, il 24 maggio 1968, non tornò più in servizio. Venne affondato nel 1981 vicino all'arcipelago di Novaya Zemla.